# Фурдигайло Людмила Іванівна
Людмила Іванівна Фурдигайло (нар. 1 січня 1923, Смоленськ) — українська художниця декоративного мистецтва і педагог; член Спілки радянських художників України з 1964 року. Дружина художника Володимира Криштопенка.

## Біографія
Народилася 1 січня 1923 року в місті Смоленську (нині Росія) у сім'ї робітників. У 1935 році з сім'єю переїхала до Одеси, де у 1940 році закінчила середню школу № 80 і вступила на архітектурний факультет Одеського інституту інженерів цивільного і комунального будівництва. У роки німецько-радянської війни залишилася в окупованому місті. У 1942 році подала документи до Одеського художнього училища, де весь перший курс займалася архітектурним пейзажем, але потім перевелася на керамічний факультет. Упродовж 1944 року працювала в штабі Одеського військового округу кресляркою, після чого прослухала курс архітектури будівельного факультету Одеського відділення Ленінградського заочного індустріального інституту. Протягом 1946—1950 років продовжила навчання на керамічному факультеті Одеського художнього училища, де її педагогами були Михайло Жук, Петро Коновський, Олександр Постель, Сусання Сарапова. Дипломну роботу — чайний сервіз та статуетку «На ковзанах», захистила на «відмінно», здобула спеціальність художник-виконавець по кераміці.
Протягом 1950—1958 років працювала на Ленінградському фарфоровому заводі імені Михайла Ломоносова: з листопада 1950 року по грудень 1955 року — художницею; з грудня 1955 року по грудень 1956 року — цеховим майстром та з грудня 1956 року по листопад 1958 року знову художницею. З грудня 1958 року по листопад 1960 року працювала художником декорування скла на Одеському скляному заводі. Протягом 1960—1969 років викладала в Одеському художньому училищі. Серед учнів: Валерій Богач, Євгенія Гупалова, Олександр Дмитрієв, Ліана Кнюх, Євген Оленін. У 1969—1978 роках трудову діяльність продовжила художником в оформлювальному цеху Одеського художньо-виробничого комбінату Художнього фонду УРСР, при цьому за сумісництвом вела четвертий дипломний курс у художньому училищі. У 1978 році вийшла на пенсію. Мешкає в Одесі в будинку на вулиці Торговій, № 2.

## Творчість
Працювала в галузі декоративного мистецтва (художня кераміка, порцеляна). Серед робіт:
- прибор для пиття «Веселий самоварчик» (1954);
- вазочки «Весняна», «Сірі очка» (1958);
- набір «Плетениця» (1962)[1];
- прибори для квасу, для молока (1960—1963);
- декоративна ваза (1964);
- куманець «Одарка і Карась» (1967)[1];
- кухоль з кришкою (1979)[1];
- «Пара-чаю» (1980)[1].

Брала участь у республіканських виставках з 1956 року, зарубіжних — з 1955 року.
Роботи художниці зберігаються в Ермітажі та Державному російською музеї у Санкт-Петербурзі, Всеросійському музеї декоративного мистецтва у Москві, Одеському історико-краєзнавчому музеї.

## У мистецтві
Живописний портрет художниці у 1970 році написав одеський художник Олексій Лихоліт.